# Montaperto (Agrigento)
Montaperto è una borgata di circa 400 abitanti, 279 m s.l.m., del comune di Agrigento, da cui dista circa 7 km.

## Storia
Nel feudo, appartenente sin dal Trecento alla famiglia fiorentina degli Uberti, Pietro Montaperto ottenne dal re Carlo V la licenza per la costruzione del borgo nel 1523, anche se l'edificazione ebbe inizio solo nel 1565. La famiglia Montaperto ottenne, nel XVII secolo il titolo di marchese, che mantenne sino al 1812.
Fu sottocomune di Agrigento con un proprio delegato sindaco.
Fino al 2005, assieme alla vicina borgata di Giardina Gallotti, ha costituito la III Circoscrizione del comune di Agrigento.
Nel borgo esistono la chiesa di San Lorenzo martire, del XVIII secolo, e la chiesa del Rosario dei primi decenni dell'Ottocento.

## Feste e sagre
- La settimana Santa ed i tradizionali “lamenti” del Venerdì Santo
- Festa di San Giuseppe
- Festa di San Calogero
- Festa di San Lorenzo
- Sagra del Melone giallo
- Montaperto On Live rock festival